# 吳士廣
吳士廣（?—?），或作吴士彦，唐朝官员，濮州濮阳县人。唐代宗的驸马。
高祖父吴绚为德阳县令，是尚药奉御吴景达之子。曾祖父吴训为神泉县令。祖父郫县丞吴令珪，父亲吴澄江娶唐玄宗第十六女楚国公主为妻，姑母是唐代宗生母章敬吴太后。吳士廣的姑表兄唐代宗将女儿普宁公主嫁给他为妻，大历七年（772年）七月十六日，与嘉丰公主同时出嫁。在光顺门册封，遇大雨，礼仪不成。吳士廣官至卫尉卿，生子吴同正。《新唐书》和《旧唐书》记其名为吴士广。《元和姓纂》则记其名为吴士彦，其父名为吴澄。